# جوزيف هندرسون
جوزيف هندرسون (بالإنجليزية: Joseph Henderson) هو سياسي أمريكي، ولد في 2 أغسطس 1791 في الولايات المتحدة، وتوفي في 25 ديسمبر 1863 في الولايات المتحدة. حزبياً، نشط في الحزب الديمقراطي. وقد انتخب عضو مجلس النواب الأمريكي.